# Pancho Flores
Pancho Flores, (1919-1984) es el nombre artístico de Francisco Montes Flores, caricaturista, cronista de toros y pintor mexicano, quién nació en Torreón, Coahuila el 22 de diciembre de 1919.
Es considerado el pintor taurino más importante que México ha tenido. Graduado de la escuela de Bellas Artes de Chicago. En 1938, crea en los Estados Unidos la serie de Cómics "Captain Marvell" ( El Capitán Maravilla ) una serie que se usó mucho como artículo de propaganda y moral para las tropas norteamericanas que pelearon durante la Segunda Guerra Mundial, labor por la cual ganó el reconocimiento del entonces Departamento de Guerra de los Estados Unidos.
Al finalizar la contienda, regresa a México en donde desarrolla una amplísima carrera como pintor especializado en temas taurinos en general.
Entre 1969 y 1984 escribe una crónica taurina en el diario ESTO cubriendo las temporadas de la Plaza México, la cual tenía como particularidad de estar ilustrada con sus dibujos que hacía en la propia plaza. 
Fallece a consecuencia de un cáncer al páncreas en la Ciudad de México, el 30 de noviembre de 1984.
- Datos: Q6059472